# 計盛光
計盛光（日语：かずもり ひかる，1994年5月17日—），日本女子花樣游泳运动员。大阪府出生，現就讀於大阪体育大学。

## 簡歷
2014年，計盛光參加廣州亞運會花樣游泳比賽，與隊友合作赢得團體比賽銀牌。